# Кубок Шотландії з футболу 2008—2009
Кубок Шотландії з футболу 2008–2009 — 124-й розіграш кубкового футбольного турніру у Шотландії. Титул вдруге поспіль здобув Рейнджерс.

## Календар
| Раунд        | Дата                                            | Матчі | Клуби   |
| ------------ | ----------------------------------------------- | ----- | ------- |
| Перший раунд | 27 вересня 2008, 4 жовтня 2008                  | 18+4  | 82 → 64 |
| Другий раунд | 25 жовтня - 1 листопада 2008, 1 листопада 2008  | 16+2  | 64 → 48 |
| Третій раунд | 29 листопада - 17 грудня 2008, 9-23 грудня 2008 | 16+4  | 48 → 32 |
| 1/16 фіналу  | 10 січня - 2 лютого 2009, 20-22 січня 2009      | 16+2  | 32 → 16 |
| 1/8 фіналу   | 7-18 лютого 2009, 19 лютого 2009                | 8+1   | 16 → 8  |
| 1/4 фіналу   | 7-8 березня 2009, 18 березня 2009               | 4+1   | 8 → 4   |
| 1/2 фіналу   | 25-26 квітня 2009                               | 2     | 4 → 2   |
| Фінал        | 30 травня 2009                                  | 1     | 2 → 1   |

## 1/16 фіналу
| Команда 1                 | Рахунок | Команда 2            |
| ------------------------- | ------- | -------------------- |
| 10 січня 2009             |         |                      |
| Ейрдрі Юнайтед (2)        | 2:1     | Спартанс (6)         |
| Аллоа Атлетік (3)         | 1:2     | Абердин              |
| Ейр Юнайтед (3)           | 2:2     | Кілмарнок            |
| Селтік                    | 2:1     | Данді (2)            |
| Данфермлін Атлетік (2)    | 2:0     | Клайд (2)            |
| Фолкерк                   | 4:2     | Квін оф зе Саут (2)  |
| Інвернесс Каледоніан Тісл | 3:0     | Партік Тісл (2)      |
| Пітерхед (3)              | 2:2     | Квінз Парк (3)       |
| Росс Каунті (2)           | 0:1     | Гамільтон Академікал |
| Стенхаузмур (3)           | 0:1     | Іст Файф (3)         |
| 11 січня 2009             |         |                      |
| Іст Стерлінгшир (4)       | 0:4     | Данді Юнайтед        |
| Гіберніан                 | 0:2     | Гарт оф Мідлотіан    |
| 13 січня 2009             |         |                      |
| Бріхін Сіті (3)           | 1:3     | Сент-Міррен          |
| Форфар Атлетік (4)        | 6:1     | Форіс Механікс (5)   |
| Сент-Джонстон (2)         | 0:2     | Рейнджерс            |
| 2 лютого 2009             |         |                      |
| Інверурі Локо Воркс (5)   | 0:3     | Мотервелл            |

Перегравання
| Команда 1      | Рахунок | Команда 2       |
| -------------- | ------- | --------------- |
| 20 січня 2009  |         |                 |
| Квінз Парк (3) | 1:0     | Пітерхед (3)    |
| 22 січня 2009  |         |                 |
| Кілмарнок      | 3:1     | Ейр Юнайтед (3) |

## 1/8 фіналу
| Команда 1                 | Рахунок | Команда 2              |
| ------------------------- | ------- | ---------------------- |
| 7 лютого 2009             |         |                        |
| Селтік                    | 2:1     | Квінз Парк (3)         |
| Гамільтон Академікал      | 2:1     | Данді Юнайтед          |
| Гарт оф Мідлотіан         | 0:1     | Фолкерк                |
| Інвернесс Каледоніан Тісл | 2:0     | Кілмарнок              |
| Мотервелл                 | 1:1     | Сент-Міррен            |
| 17 лютого 2009            |         |                        |
| Абердин                   | 5:0     | Іст Файф (3)           |
| Ейрдрі Юнайтед (2)        | 1:2     | Данфермлін Атлетік (2) |
| 18 лютого 2009            |         |                        |
| Форфар Атлетік (4)        | 0:4     | Рейнджерс              |

Перегравання
| Команда 1      | Рахунок | Команда 2 |
| -------------- | ------- | --------- |
| 19 лютого 2009 |         |           |
| Сент-Міррен    | 1:0     | Мотервелл |

## 1/4 фіналу
| Команда 1                 | Рахунок | Команда 2            |
| ------------------------- | ------- | -------------------- |
| 7 березня 2009            |         |                      |
| Данфермлін Атлетік (2)    | 1:1     | Абердин              |
| Сент-Міррен               | 1:0     | Селтік               |
| Інвернесс Каледоніан Тісл | 0:1     | Фолкерк              |
| 8 березня 2009            |         |                      |
| Рейнджерс                 | 5:1     | Гамільтон Академікал |

Перегравання
| Команда 1       | Рахунок      | Команда 2              |
| --------------- | ------------ | ---------------------- |
| 18 березня 2009 |              |                        |
| Абердин         | 0:0 пен. 2:4 | Данфермлін Атлетік (2) |

## 1/2 фіналу
| Команда 1      | Рахунок | Команда 2              |
| -------------- | ------- | ---------------------- |
| 25 квітня 2009 |         |                        |
| Рейнджерс      | 3:0     | Сент-Міррен            |
| 26 квітня 2009 |         |                        |
| Фолкерк        | 2:0     | Данфермлін Атлетік (2) |

## Фінал
| 30 травня 2009 17:00 (EEST) |

| Рейнджерс | 1:0      | Фолкерк |
| --------- | -------- | ------- |
| Ново 46'  | Протокол |         |

| Гемпден-Парк, Глазго Глядачів: 50 956 Арбітр: Крейг Томсон |